# Карміньяно
Карміньяно (італ. Carmignano) — муніципалітет в Італії, у регіоні Тоскана,  провінція Прато.
Карміньяно розташоване на відстані близько 250 км на північний захід від Рима, 20 км на захід від Флоренції, 10 км на південний захід від Прато.
Населення — 14 398 осіб (2014).

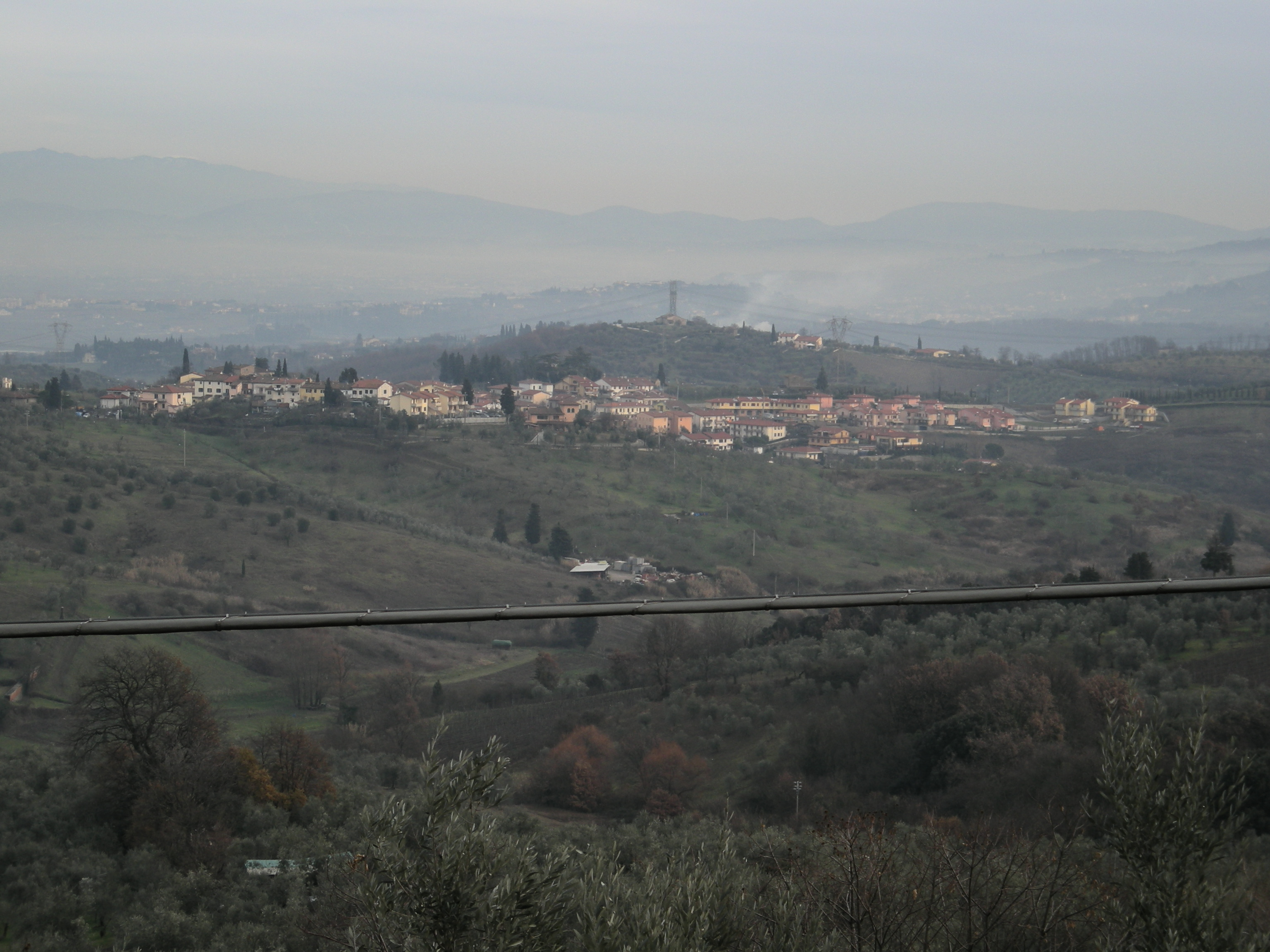

Щорічний фестиваль відбувається 29 вересня. Покровитель — святий Архангел Михаїл.

## Демографія
Населення за роками:

Станом на 1 січня 2023 року в муніципалітеті офіційно проживали 1663 іноземці з 56 країн, серед них 185 громадян країн Євросоюзу та 11 громадян України.

## Сусідні муніципалітети
- Капрая-е-Ліміте
- Ластра-а-Сінья
- Монтелупо-Фьорентіно
- Поджо-а-Каяно
- Прато
- Куаррата
- Сінья
- Вінчі